# Jonas Frisén

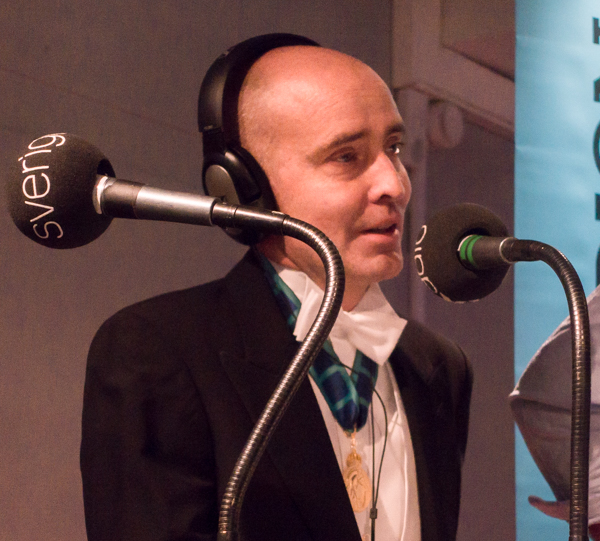
Jonas Frisén (2016)

Jonas Kristoffer Frisén (geb. 4. Oktober 1966 in Göteborg-Högsbo) ist ein schwedischer Mediziner, Stammzellforscher und Neurowissenschaftler. Er ist Professor für Molekularbiologie am Karolinska-Institut. Seine Arbeitsschwerpunkte sind regenerative Medizin, Stammzellbiologie, Neurowissenschaften und Biotechnologie.

## Biographie
Jonas Frisén absolvierte am Karolinska Institutet in Solna sein Medizinstudium, das er 1991 nach einer Dissertation zu Verletzungen am peripheren Nerven mit der Promotion zum Doctor of Medicine abschloss. 1995 erhielt er die Zulassung als Arzt und war dann bis 1997 als Postdoktorand bei Mariano Barbacid an der Princeton University tätig. Nach seiner Rückkehr nach Schweden arbeitete er als wissenschaftlicher Mitarbeiter, ab 1997 als Professor am Karolinska Institutet.1998 war er Mitbegründer von Neuronova AB. Seit 2001 hat er die Professur der Tobias-Stiftung für Stammzellenforschung am Karolinska-Institut inne. 2015 war er Mitbegründer von Spatial Transcriptomics in Stockholm.
Er veröffentlichte bahnbrechende Arbeiten zur Neurogenese im erwachsenen Gehirn und konnte nachweisen, dass neue Nervenzellen ein Leben lang im Hippocampus und in der Riechbahn des Gehirns gebildet werden. Seine Forschungsgruppe entwickelte eine Methode, mit der der Zellumsatz in einem bestimmten Organ abgeschätzt werden kann, indem das Alter der Zellen unter anderem mithilfe der Radiokarbonmethode gemessen wird.

## Auszeichnungen
- 2002 Göran-Gustafsson-Preis in Molekularbiologie.
- 2005 Aufnahme in die Königlich Schwedische Akademie der Ingenieurwissenschaften
- 2010 Hilda och Alfred Erikssons pris[4]
- 2010 IBRO-Kemali-Preis[5]
- 2011 AkzoNobel Science Award Sweden
- 2011 Aufnahme in die Königlich Schwedische Akademie der Wissenschaften
- 2017 Fernströmpriset, Auszeichnung für skandinavische Mediziner der Universität Lund[6]

## Privates
Jonas Frisén ist verheiratet mit Louise Frisén und hat drei Kinder.

## Publikationen (Auswahl)
- mit L. v. Berlin et al.: Early fate bias in neuroepithelial progenitors of hippocampal neurogenesis in Affiliations Hippocampus 33(4):391-401. doi:10.1002/hipo.23482. Epub (2022) doi:10.1002/hipo.23482
- mit L. Larsson et al.: Spatially resolved transcriptomics adds a new dimension to genomics in Nat Methods Affiliations. 18(1):15-18. (2021) doi:10.1038/s41592-020-01038-7
- mit Robin J.M. Franklin et al.: Revisiting remyelination: Towards a consensus on the regeneration of CNS myelin in Seminars in Cell and Developmental Biology 116(Pt 3) 116(Pt 3) (2020) doi:10.1016/j.semcdb.2020.09.009
- mit Margherita Zamboni et al.: Basic Aspect: Neurorepair After Stroke in Stroke Revisited: Pathophysiology of Stroke (2020) doi:10.1007/978-981-10-1430-7_18
- mit Embla Steiner et al.: A fresh look at adult neurogenesis in Nature Medicine 25(4):1-2 25(4):1-2 (2019) doi:10.1038/s41591-019-0408-4
- mit Kenneth R. Chien et al.: Regenerating the field of cardiovascular cell therapy Nature Biotechnology 37(3) (2019) 37(3) doi:10.1038/s41587-019-0042-1